# عبدالمجید کعبار
عبدالمجید کعبار (عربی: عبد المجيد كعبار؛ زاده ۹ مه ۱۹۰۹ – درگذشته ۴ اکتبر ۱۹۸۸) یک سیاستمدار و دیپلمات اهل لیبی بود. وی از ۲۶ مه ۱۹۵۷ تا ۱۷ اکتبر ۱۹۶۰ نخست‌وزیر لیبی بود.